# Drużynowe mistrzostwa świata w speedrowerze
Drużynowe mistrzostwa świata w speedrowerze (ang. World Team Cycle Speedway Championship) – turniej wyłaniający najlepszą reprezentację w speedrowerze. Prowadzony jest przez Międzynarodową Federację Speedrowerową. Pierwsze mistrzostwa odbyły się w 1983 roku w Anglii, a od 1997 roku odbywają się co 2 lata.

## Medaliści
| Rok  | Miejsce     | Złoto | Srebro                                                                                              | Brąz                                                                                                   | Źr.   |
| ---- | ----------- | --- | --------------------------------------------------------------------------------------------------- | --- | ----- |
| 1983 | Grays       | Anglia · Tim Snook · Ian Gill · John Watchman · Geoff Patman                                               | Walia · Colin Simmons · Ian Sizer · Alan Brown · John Bryant                                        | Szkocja · Stuart Anthony · James Wallace · Murray Cockburn · Jackie Pinkerton                          | [ 3 ] |
| 1987 | Norwich     | Anglia · Les Bowden · Martyn Hepworth · Roger Ellis · Martin Jarvis · Alan Miller                          | Walia · Colin Simmons · Dave Murphy · Mark Commins · John Bryant · Gilbert Davis                    | Irlandia · Neil Mason · John Murphy · Nigel Timms · Martin Gamble · Dave Kilroy                        | [ 3 ] |
| 1988 | Findon      | Anglia · Martin Gale · Martyn Hepworth · Andy Barnes · Daniel Zagni                                        | Australia · Neil Toye · John Palmieri · Craig Staunton · Ian Taylor                                 | Szkocja · Dave Frith · Ray Oliver · Ian Middleton · Pete Young                                         | [ 3 ] |
| 1991 | Poole       | Anglia · Craig Harcourt · Martyn Hepworth · Dave Hemsley · Jim Varnish · Tim Snook                         | Walia · Colin Simmons · Dave Murphy · Stuart Maccabe · Gilbert Davis · Darren Busby                 | Irlandia · Neil Mason · Adam Bardsley · Martin Gamble · Richard Bessant · Dave Kilroy                  | [ 3 ] |
| 1993 | Salisbury   | Anglia · Craig Harcourt · Dave Hemsley · Mark Hammersley · Steve Paver · Dean Webb                         | Australia · Tony Herd · Mark Fraser · Neil Toye · Craig Staunton · Shane Harley                     | Walia · Julian Hardy · Dave Murphy · Colin Simmons · Darren Busby · Gilbert Davis                      | [ 3 ] |
| 1996 | Poole       | Anglia · Craig Harcourt · Jason Pratt · Dave Hemsley · Andre Cross · Andrew Jackson                        | Szkocja · Dave Frith · Pete Young · Martin Elliott · Nigel Wragg · Elliott Jones                    | Walia · Dave Murphy · Allan Busby · Luke Fox · Colin Simmons · Gavin Morgan                            | [ 3 ] |
| 1997 | Findon      | Anglia · Mark Newey · Steve Harris · Lee Benton · Patrick Beacock · Craig Marchant                         | Australia · Mark Fraser · Tony Herd · Neil Toye · Matthew Gentle · David Dissel                     | Szkocja · Pete Young · Kevin Burns · Richard Hunt · Nigel Wragg · Steve Harvie                         | [ 3 ] |
| 1999 | Rawicz      | Polska · Karol Włodarczyk · Daniel Kubiak · Marcin Szymański · Andrzej Brombosz · Dominik Rycharski        | Anglia · Jason Ashford · Andre Cross · Steve Harris · Mark Newey · Lee Aris                         | Walia · Dave Murphy · Paul White · Neil Clinkard · Craig Guy                                           | [ 3 ] |
| 2001 | Salisbury   | Anglia · Shaun Woodhouse · Gavin Wheeler · Lee Aris · Dave Hemsley · Steve Harris                          | Australia · Mark Fraser · Matthew Gentle · Jason Jesson · Daniel Pudney · Tony Herd                 | Polska · Karol Szymański · Robert Bedra · Damian Woźny · Marcin Szwajorek · Tomasz Szwajorek           | [ 3 ] |
| 2003 | Astley      | Anglia · Gavin Wheeler · Shaun Woodhouse · Dave Hemsley · Lee Aris · Darren Slater                         | Polska · Robert Bedra · Karol Szymański · Marcin Szymański · Łukasz Nowacki · Przemysław Kwapich    | Szkocja · Kevin Burns · Pete Young · Dave Frith · Elliott Jones · Alan Mackie                          | [ 3 ] |
| 2005 | Findon      | Anglia · Aaron Lowey · Lee Aris · Terry Norman · Dave Hemsley · Adam Peck                                  | Polska · Karol Szymański · Łukasz Nowacki · Marcin Szwajorek · Paweł Kozłowski · Tomasz Włodarczyk  | Australia · Daniel Pudney · Mitchell Spear · Jack Spear · Matthew Gentle · Neil Toye                   | [ 3 ] |
| 2007 | Częstochowa | Polska · Maciej Ganczarek · Tomasz Włodarczyk · Marcin Szymański · Łukasz Nowacki · Robert Bedra           | Anglia · Chris Roberts · Lee Aris · Daniel Pike · Phil Howells · Mark Boaler                        | Australia · Mitchell Spear · Daniel Pudney · Brad Hoppo · Robert Fitzpatrick · Matt Mathews            | [ 3 ] |
| 2009 | Salisbury   | Australia · Daniel Pudney · Cody Chadwick · Cameron Crisp · Robert Fitzpatrick · Ryan Edson                | Polska · Maciej Ganczarek · Marcin Szymański · Łukasz Nowacki · Rafał Duliński · Marcin Paradziński | Anglia · Jono Birks · Marcus Wadhams · Lee Aris · Gavin Wheeler · Andy Angell                          | [ 3 ] |
| 2011 | Edenton     | Anglia · Lee Aris · Andy Angell · Paul Heard · Steve Harris · Dan Chambers                                 | Australia · Joel Chadwick · Daniel Pudney · Cody Chadwick · Cameron Crisp · Ryan Edson              | Polska · Przemysław Binkowski · Marcin Paradziński · Rafał Duliński · Łukasz Nowacki · Paweł Cegielski | [ 3 ] |
| 2013 | Salisbury   | Polska · Marcin Szymański · Robert Grabowski · Maciej Ganczarek · Marcin Kołata · Łukasz Nowacki           | Anglia · Paul Heard · Lee Aris · Andy Angell · Jono Birks · Chris Timms                             | Walia · Ben Mould · Jack Harrold · Keiron Jones · Mark Winwood · Nicky Evans                           | [ 3 ] |
| 2015 | Poole       | Polska · Grzegorz Głuchowski · Marcin Szymański · Bartosz Grabowski · Przemysław Binkowski · Marcin Kołata | Anglia · Paul Heard · Chris Timms · Lee Aris · Myke Grimes · Andy Angell                            | Walia · Ben Mould · Mark Carmichael · Nicky Evans · Jack Harrold · Mark Winwood                        | [ 3 ] |
| 2017 | Salisbury   | Australia · Joel Chadwick · Shane Bentley · Cody Chadwick · Ty Geertsen · Daniel Robb                      | Polska · Bartosz Grabowski · Łukasz Nowacki · Dawid Bas · Kamil Bielica · Paweł Cegielski           | Anglia · Myke Grimes · Paul Heard · Zac Payne · Josh Brooke · Chris Timms                              | [ 3 ] |
| 2019 | Toruń       | Polska · Dawid Bas · Bartosz Grabowski · Marcin Szymański · Remigiusz Burchardt · Rafał Duliński           | Anglia · Paul Heard · Josh Brooke · Zac Payne · Ashley Hill · Chris Timms                           | Australia · Bobby McMillan · Shane Bentley · Cody Chadwick · Angus Freeman · Brad Hoppo                | [ 3 ] |
| 2023 | Lefevre     | Australia · Joel Chadwick · Cody Chadwick · Daniel Robb · Ty Geertsen · Bobby McMillan                     | Polska · Arkadiusz Szymański · Dawid Bas · Mikołaj Menz · Łukasz Nowacki · Patryk Kriger            | Anglia · Josh Brooke · Chris Timms · Lewis Foxley · Paul Heard · Torsten Jolly                         | [ 3 ] |

## Klasyfikacja medalowa

### Według państw/krajów
Stan po sezonie 2023
| Lp. | Państwo/Kraj | Złoto | Srebro | Brąz | Razem |
| --- | ------------ | ----- | ------ | ---- | ----- |
| 1.  | Anglia       | 11    | 5      | 3    | 19    |
| 2.  | Polska       | 5     | 5      | 2    | 12    |
| 3.  | Australia    | 3     | 5      | 3    | 11    |
| 4.  | Walia        | –     | 3      | 5    | 8     |
| 5.  | Szkocja      | –     | 1      | 4    | 5     |
| 6.  | Irlandia     | –     | –      | 2    | 2     |

### Według zawodników
Stan po sezonie 2023
Tabela obejmuje pierwszą 10. najbardziej utytułowanych zawodników.
| Lp. | Zawodnik          | Państwo/Kraj | Lata      | Złoto | Srebro | Brąz | Razem |
| --- | ----------------- | ------------ | --------- | ----- | ------ | ---- | ----- |
| 1.  | Dave Hemsley      | Anglia       | 1991–2005 | 6     | –      | –    | 6     |
| 2.  | Marcin Szymański  | Polska       | 1999–2019 | 5     | 2      | –    | 7     |
| 3.  | Lee Aris          | Anglia       | 1999–2015 | 4     | 4      | 1    | 9     |
| 4.  | Cody Chadwick     | Australia    | 2009–2023 | 3     | 1      | 1    | 5     |
| 5.  | Steve Harris      | Anglia       | 1997–2011 | 3     | 1      | –    | 4     |
| 6.  | Martyn Hepworth   | Anglia       | 1987–1991 | 3     | –      | –    | 3     |
| 6.  | Craig Harcourt    | Anglia       | 1991–1996 | 3     | –      | –    | 3     |
| 8.  | Łukasz Nowacki    | Polska       | 2003–2023 | 2     | 5      | 1    | 8     |
| 9.  | Maciej Ganczarek  | Polska       | 2007–2013 | 2     | 1      | –    | 3     |
| 9.  | Bartosz Grabowski | Polska       | 2015–2019 | 2     | 1      | –    | 3     |
| 9.  | Joel Chadwick     | Australia    | 2011–2023 | 2     | 1      | –    | 3     |

## Reprezentacje biorące udział w mistrzostwach
Legenda
- – mistrzostwo
- – wicemistrzostwo
- – trzecie miejsce
- 4–7 – miejsca 4–7
- –  – nie brali udziału
- – gospodarz finału

| Reprezentacja | 1983   | 1987   | 1988   | 1991   | 1993   | 1996   | 1997   | 1999   | 2001   | 2003   | 2005   | 2007   | 2009   | 2011   | 2013   | 2015   | 2017   | 2019   | 2023   |
| ------------- | ------ | ------ | ------ | ------ | ------ | ------ | ------ | ------ | ------ | ------ | ------ | ------ | ------ | ------ | ------ | ------ | ------ | ------ | ------ |
| Anglia        | Gold   | Gold   | 4      | Gold   | Gold   | Gold   | Gold   | Silver | Gold   | Gold   | Gold   | Silver | Bronze | Gold   | Silver | Silver | Bronze | Silver | Bronze |
| Australia     | 4      | –      | Silver | 5      | Silver | 5      | Silver | 7      | Silver | 4      | Bronze | Bronze | Gold   | Silver | 4      | 4      | Gold   | Bronze | Gold   |
| Europa        |        | 4      |        | 5      |        |        |        |        |        |        |        |        |        |        |        |        |        |        |        |
| Holandia      | –      | –      | –      | 6      | –      | –      | –      | 4      | –      | 7      | –      | –      | –      | –      | –      | –      | –      | –      | –      |
| Irlandia      | –      | Bronze | –      | Bronze | –      | 4      | –      | 5      | –      | 6      | –      | 6      | 4      | –      | –      | –      | –      | –      | 4      |
| Polska        | –      | –      | –      | –      | –      | 6      | 4      | Gold   | Bronze | Silver | Silver | Gold   | Silver | Bronze | Gold   | Gold   | Silver | Gold   | Silver |
| Szkocja       | Bronze | 4      | Bronze | 4      | –      | Silver | Bronze | 6      | –      | Bronze | 5      | 5      | 6      | 4      | –      | –      | –      | –      | –      |
| Walia         | Silver | Silver | –      | Silver | Bronze | Bronze | –      | Bronze | 4      | 5      | 4      | 4      | 5      | –      | Bronze | Bronze | 4      | 4      | –      |